# Roskilde Forsyning
 Der er for få eller ingen kildehenvisninger i denne artikel, hvilket er et problem. Du kan hjælpe ved at angive troværdige kilder til de påstande, som fremføres i artiklen.

Roskilde Forsyning er et forsyningsselskab, der leverer vand og fjernvarme samt aftager spildevand for de cirka 83.000 borgere i Roskilde Kommune.
Roskilde Forsyning blev udskilt af Roskilde Kommune i 2010 som et resultat af Vandsektorloven. Siden da har Roskilde Forsyning været et aktieselskab, som er 100 % ejet af Roskilde Kommune. Bestyrelsen består af medlemmerne af byrådet i Roskildes Teknik- og Miljøudvalg. Formanden for RoskildeForsyning er (i 2012) Torben Jørgensen fra socialdemokraterne.

## Historie
Roskilde Forsynings historie går langt tilbage, og i den periode har virksomheden altid været en vigtig brik i udviklingen af Roskilde. Der har været el, vand og fjernvarme i Roskilde i mange år.
- 1880: Roskilde får kommunal vandforsyning.
- 1905: Den 6. december beslutter byrådet, at der skal bygges et kommunalt elektricitetsværk.
- 1906: Elektriciteten kommer til Roskilde.
- 1937: Indvielse af rensningsanlæg ved havnen. Spildevandstankene kan spores helt tilbage til 1906.
- 1963: Den 1. november bliver fjernvarmecentralen i Rådmandshaven indviet.
- 2000: Roskilde Forsyning bliver etableret og personale fra el, vand og varme bliver samlet i et selskab. Administrationen flytter til de nuværende bygninger på Betonvej.
- 2005: Roskilde Vandforsyning kan fejre 125 års jubilæum.
- 2006: Roskilde Elforsyning kan fejre 100 års jubilæum.
- 2007: Roskilde Forsyning bliver udvidet til at omfatte spildevandsområdet. I forbindelsen med kommunesammenlægningen bliver Roskilde Kommune større og Roskilde Forsyning servicerer nu en stor del af de 82.000 borgere i den nye storkommune.
- 2009: Byrådet i Roskilde Kommune beslutter at sælge Roskilde Elforsyning. Den 1. juli 2009 overdrages Elforsyningen til SEAS-NVE.
- 2010: Den 1. januar blev Roskilde Forsyning til et aktieselskab som følge af Vandsektorloven nr. 469. I Roskilde vælger byrådet at gå et skridt videre, og samtidig omdanne fjernvarmen til aktieselskab.
- Aktieselskabet er 100 % ejet af Roskilde Kommune.
- 2013: "Energitårnet" kraftvarmeværk i Roskilde, opføres til 1,3 mia. kr.[1]
- 2016: Den 1. januar blev Roskilde Forsyning slået sammen med forsyningerne i Holbæk og Lejre, kaldet FORS.[2]

## Vand
Roskilde Forsyning leverer hver dag 10.000 m3 drikkevand til forbrugerne i Roskilde Kommune. Vandet løber gennem ca.
550 km rør. Vandet bliver hentet fra et af Roskilde Forsynings tre vandværker.
- Haraldsborg vandværker, som ligger i Roskilde Kommune
- Ågerup vandværk, som ligger i Roskilde Kommune
- Hornsherredværket, som ligger i Lejre Kommune.

Her bliver vandet behandlet og kontrolleret, inden det bliver sendt ud som rent drikkevand. Hver borger i Roskilde bruger cirka 115 liter rent vand om dagen.

## Fjernvarme
Det meste af Roskilde by har, siden 70'erne, været forsynet med miljørigtig fjernvarme. Roskilde Forsyning leverede varmen til de godt 50.000 Roskilde-borgere, som er tilsluttet byens 286 km lange fjernvarmenet.
Roskilde Forsyning købte varmen hos VEKS (Vestegnens Kraft-Varmeselskab). VEKS får varmen primært fra Avedøreværket, i forbindelse med el-produktion, og fra affaldsforbrænding på KARA. Roskilde Forsyning har fire vekslerstationer i Roskilde, hvor vi modtager varmen fra VEKS og sender den videre ud til vores kunder.
Energitårnet er 98 meter højt og brænder 350.000 tons affald om året, heraf er 112.000 tons importeret bl.a. fra Storbritannien. Designet er omdiskuteret. Kapaciteten er 18.9 MW strøm (220 GWh/år eller 65.000 husstande) og 52.1 MW varme (775 GWh/år eller 40.000 husstande). Anlægget har 200 lysdioder, som tilsammen bruger 20kW, svarende til 3 husstande, og markerer større begivenheder. Grundet høje elpriser i 2022 reduceredes varmeprisen med 36 mio. kr.

## Spildevand
Roskilde Forsyning har fem renseanlæg, som arbejder i døgndrift på at rense spildevandet i Roskilde Kommune.
Spildevandet bliver ledt til Roskilde Forsynings fem renseanlæg via knap 1.000 km kloakledninger og over 200 pumpestationer fordelt over hele kommunen. Vi renser vandet inden det bliver ledt til Roskilde Fjord, søer eller åer.
Til sammen renser Roskilde Forsynings fem renseanlæg cirka 23.100 m3 spildevand i døgnet.